# Влодек, Станислав
Стани́слав Вло́дек (пол. Stanisław Włodek; ум. 1615) — польский шляхтич, военный и государственный деятель Речи Посполитой. Староста галицкий (1582—1615), староста коломыйский (1588), каштелян каменецкий (1585), каштелян львовский (1588—1590), воевода белзский (1581—1588).

## Биография
Представитель шляхетского рода Влодеков герба Правдзиц. Сын генерального старосты подольского Мацея Влодека (+ 1569/1570) и Катажины Лаской, дочери воеводы серадзского Станислава Лаского. От отца унаследовал, в частности, городок Плоскиров (ныне — Хмельницкий).
По воспоминаниям Симона Окольского, во время татарского нападения на Галицкий замок, который не был достаточно укрепленным, увидел святую Екатерину, которая сказала ему, что замок находился под её опекой (нападение отбили, нападавших распылено, их вожака убили). За это в благодарность построил часовню в замке в честь святой. Участвовал в свадьбе короля Сигизмунда II Августа (в частности, участие в погоне с копьями) в 1553 году. По данным польских биографов-хронистов (Каспера Несецкого), находился в гостях у Николая Даниловича. В святой день его пригласили на охоту, во время которой появилась огромная лиса. Превратившись в чудовище, лис сбил всадника с коня, забил палкой на смерть Николая Даниловича, вырвавшегося далеко вперед во время преследования. После этого лис превратился в Актеона, поймал Станислава Влодека в сети; люди, не узнав его, сильно потрепали.
Он был галицким старостой на момент рассмотрения в местном городском суде иска Марии Амалии Могилянки к Софии Гольской о невозвращении последней ее депозита. Суд принял решение, что депозит ответчика должен вернуть под угрозой наказания и информации. Софья Гольская обвинила всех судей в фальсификации и других нарушениях и подала новые иски. Помогал Яну Ежи Радзивиллу в начале (в январе 1614 года во время феодальных «разборок» с Софией Гольской с помощью подкупа коменданта замка в Бучаче получить его под предлогом принудительного исполнения приговора суда, по которому Ян Ежи Радзивилл получил право интромиссии на Бучач — имение Софии Гольской.
В 1610 году отдал в залог город Влодкув и пять сел за 20 000 флоринов ротмистру Мацею Яблоновскому.
Занимал должности каштеляна львовского (упоминается в 1593 году), воеводы белзского, старосты галицкого и коломыйского.
Был похоронен в доминиканском костеле Божьего Тела во Львове, Станиславу Влодеку изготовили надгробие.
Шимон Шимонович написал эпиталамион (пол. epithalamion) ему и его жене Ядвиге Олесницкой.

## Семья
Станислав Влодек два раза женат. Первая жена — сводная сестра коронного канцлера Яна Замойского Эльжбета (ум. 1595). Их ребенок — Ядвига Влодек (1573—1609), жена люблинского воеводы Петра Фирлея (ум. 1619), мать каштеляна каменецкого Петра Фирлея.
Вторая жена — Ядвига Олесницкая; обе жены (Ядвига — в 1611 году, над гробом была серебряная таблица) были похоронены в старом доминиканском костеле Божьего Тела Львова.
Вероятно, третьей женой (или женой его отца) была Эльжбета Каменецкая.